# 加減葳蕤湯
加減葳蕤湯為中藥方劑名，為治療感冒之藥方。通常用於體質虛弱之人感染風熱所致之感冒。老人及婦女產後常用此方。

## 適應症
老年人，或產後感冒、急性扁桃體炎、咽炎。

## 辯症要點
頭痛身熱、微惡風或惡寒、無汗或少汗、心煩、口渴咽乾、舌紅、苔薄白、脈數、或伴有咳嗽現象。

## 方劑組成
〖組成〗葳蕤（玉竹） 生；二至三錢、淡豆豉；三至四錢、紅棗；二枚、蔥白 生；二至三錢、甘草 炙 五分、桔梗；一錢至錢半、薄荷；一錢至錢半、白薇；五分至一錢。

## 方義
- 葳蕤：滋陰潤燥；潤肺養胃，清熱生津。
- 蔥白、淡豆豉、薄荷、桔梗：疏風散熱。[註 1][註 2]
- 白薇：苦鹹降泄、益陰清熱。
- 甘草、紅棗：甘潤養血滋陰。[2]

## 禁忌
若無陰虛證候則不宜使用，否則表邪留連難去。